# 伊塔瓜鲁
伊塔瓜鲁是巴西戈亚斯州的一个市镇。总面积239.936平方公里，总人口5139人，人口密度21.4人/平方公里。